# Polietilè reticulat
El polietilè reticulat, conegut per les seves abreviatures com PEX o XLPE, és una forma de polietilè amb reticulaciones. S'utilitza per fabricar tubs i mànegues, i és summament utilitzat en la construcció de sistemes de calefacció radiant mitjançant aigua, canonades d'aigua domèstiques i aïllament per a cables elèctrics d'alta tensió. També és utilitzat per als sistemes de conducció de gas natural i instal·lacions offshore de petroli, transport de substàncies químiques, i transport d'aigües residuals i drenatges. A part d'això, s'ha convertit en una alternativa al Policlorur de vinil (PVC), al Policlorur de vinil clorat (CPVC) o al tub de coure emprat d'antuvi com a canonada per als sistemes d'aigua en les llars.

## Tipus

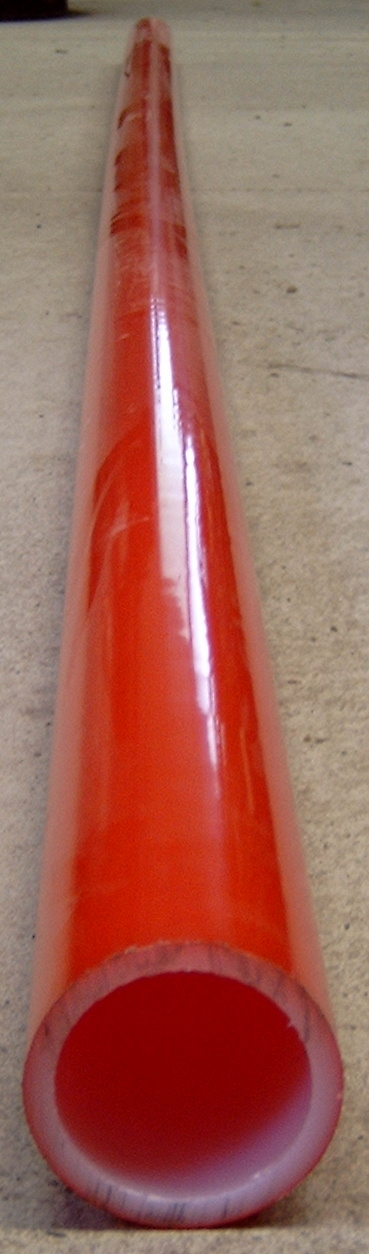
Tub de polietilè reticulat (PEX)

Existeixen diverses qualitats de PEX segons la reticulat que posseeix: PE-Xa (mètode del peròxid) amb un reticulat superior al 70 %, PE-Xb (mètode del silà) amb un reticulat superior al 65 % i PE-Xc (mètode de radiació d'electrons) amb un reticulat superior al 60 %. Tot està recollit en la norma UNEIX EN ISO 15875. Quant més reticulat tingui la canonada, p. ex. PE-Xa, millor és i en més aplicacions podrà ser utilitzada.
Per a l'ús de canonades de polietilè reticulat en instal·lacions de calefacció per radiadors o en sistemes de climatització invisible (sòl radiant), habitualment se sol donar un bany extra de EVAL o EVOH (etivinil-alcohol) per dotar a la canonada PEX d'una protecció contra la difusió d'oxigen i evitar així la generació dels coneguts com a llots o fangs en el circuit tancat d'aquest tipus d'instal·lacions. La impermeabilitat de la instal·lació realitzada amb canonada PEX amb barrera anti-difusió d'oxigen (evalPEX) ajuda també a que els elements metàl·lics que conformen aquesta instal·lació (calderes, radiadors, etc.), pateixin menys desgast i/o oxidació perdurant més en el temps.

## Mides
Els tubs de PEX es fabriquen en una sèrie de mides que van des de 1/4-polzada fins a 32 -polzades de diàmetre, però els tubs de 1/2-polzada, 3/4-polzada, i 1-polzada són els que s'utilitzen amb major freqüència en la indústria immobiliària, en la indústria minera s'utilitzen des de 4" a 32" de diàmetre per al transport d'aigua, transport de fluids abrasius i fluids corrosius. En unitats internacionals els tubs de PEX es fabriquen en els següents diàmetres: 16 mm, 20 mm, 25 mm, 32 mm, 40 mm, 50 mm, 63 mm, 75 mm, 90 mm i 110 mm.